# Ejército Popular de Albania
El Ejército Popular de Albania (en albanés: Ushtria Popullore Shqiptare, UPSh) fue el ejército nacional de la República Popular Socialista de Albania desde 1946 hasta 1990.  Como todos los demás estados comunistas, la UPSh estaba sujeta al gobierno del Partido del Trabajo de Albania.  Se disolvió en 1990 y conservó su forma actual a través de las Fuerzas Armadas de Albania.  
Estaba formado por las Fuerzas Terrestres, la Armada y la Fuerza Aérea. La milicia de la UPSh era las Fuerzas Voluntarias de Autodefensa Popular (FVVP), y las estructuras militares afiliadas incluyen la Juventud Escolar Armada (RSHA) y la Defensa Civil de la República (MCR).

## Historia

### Primeros años
Después de 1946, Albania se convirtió en parte del Bloque del Este y bajo la influencia soviética.  En sus primeros años, consistía en ex-partisanos asociados con el Ejército de Liberación Nacional de Albania (UNÇSH). La mayoría de las élites del Partido del Trabajo de Albania tenían altos rangos en la UPSh.  La ideología del marxismo-leninismo fue impuesta estrictamente por los comisarios políticos para aumentar el control del gobierno sobre la UPSh.

### Revolución Cultural

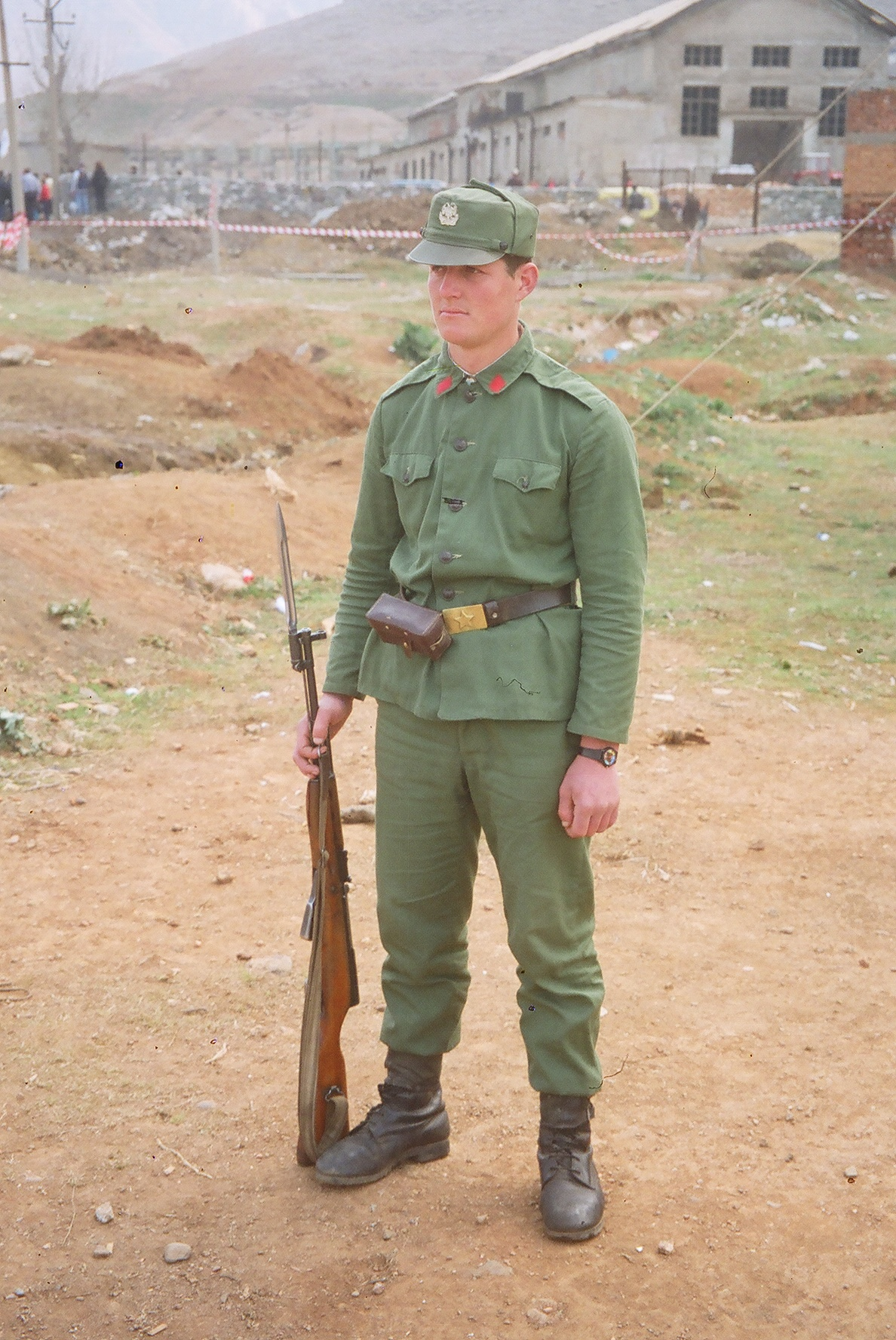
Un soldado albanés.

A partir del 1 de mayo de 1966 (Día Internacional de los Trabajadores), los rangos militares se cambiaron a los rangos del Ejército Popular de Liberación (EPL) de la República Popular China durante la Revolución Cultural e Ideológica. Una de las cosas que cambió durante el período fue que el papel del comandante militar fue menor debido al papel de los comisarios políticos.

### Relaciones exteriores
Antes de 1948, la UPSh estaba fuertemente financiada por la República Federativa Socialista de Yugoslavia.  Después de que las relaciones entre los dos países empeoraron, Albania recurrió a la Unión Soviética en busca de ayuda militar. En 1960, mientras se desarrollaba la Ruptura sino-soviética y la ruptura soviético-albanesa, la UPSh cambió su alianza militar de las Fuerzas Armadas Soviéticas al EPL. Preocupados porque el primer ministro Nikita Khrushchev y el presidente Leonid Brezhnev estaban liberalizando su enfoque de política exterior hacia Yugoslavia y después de condenar la invasión de Checoslovaquia por el Pacto de Varsovia la UPSh se retiraría del Pacto de Varsovia, la alianza militar liderado por los soviéticos en nombre del país.

### Caída del Comunismo
En febrero de 1991, durante una reunión de comunistas de línea dura en la academia militar local, surgieron rumores de un posible golpe de Estado por parte de la UPSh, lo que provocó que una multitud prodemocracia se reuniera frente a la escuela, lo que llevó a los soldados a fuego contra civiles, matando a cuatro.
En 1991, el sistema de rango nativo se restableció bajo el Presidente Ramiz Alia.

## Fuerzas terrestres
La rama más grande eran las fuerzas terrestres, que ocupaban las tres cuartas partes del UPSh. La mayor parte de su equipo era armamento soviético, doméstico y chino. Las brigadas de infantería carecían de mecanización, operando solo unos 130 vehículos blindados. Las unidades del ejército eran vulnerables al ataque de los cazabombarderos modernos. Debido a que se basaba en el modelo de guerra partidista original de infantería, el 75% de las fuerzas regulares y casi todos los miembros de las reservas fueron entrenados en infantería. En la década de 1980, el número de brigadas de infantería en las fuerzas terrestres se redujo de ocho a cuatro y pasó de unidades totalmente tripuladas a la movilización de soldados de reserva. Cada brigada de infantería constaba de tres batallones de infantería y un batallón de artillería ligeramente equipado, mientras que las fuerzas blindadas constaban de una brigada de tanques.  Las fuerzas de artillería aumentaron de uno a tres regimientos durante la década de 1980, y se mantuvieron seis batallones de artillería costera en puntos estratégicos a lo largo del Mar Adriático litoral.

## Fuerza naval
La Armada de la UPSh era la segunda rama y eran exclusivamente las fuerzas de defensa costera del país. En 1945, se construyó un astillero en Durrës para reparar los barcos restantes de Albania. En 1954, se estableció una unidad de torpederos en la isla Sazan y en 1958 se estableció una unidad de submarinos. En la década de 1960, la base Pasha Liman, que era la principal base marítima, fue abandonada por los soviéticos, dando a la Armada de Albania el control total del área. Las fuerzas navales contaban con unos 2.000 hombres, siendo casi la mitad reclutas. Las lanchas patrulleras incluían armamento de fabricación china, cañoneras costeras rápidas y dos lanchas patrulleras soviéticas más antiguas.

## Fuerza aérea
La Fuerza Aérea de la UPSh se fundó en abril de 1952 y constaba de 11.000 efectivos.  La misión de la fuerza aérea era repeler al enemigo en las fronteras del país y defender el espacio aéreo nacional.  En 1970, la UPSh cambió de aeronaves soviéticas a chinas, que los albaneses solo usarían durante un corto período de tiempo antes del colapso de las relaciones entre Albania y los chinos, lo que hizo que el mantenimiento fuera aún más difícil. UPSh se basó en especialistas soviéticos/chinos que tenían más experiencia en tecnología militar. 
El número de incidentes aéreos mortales que involucraron MiG de fabricación soviética comenzó a aumentar a pesar de los esfuerzos iniciales albaneses, todos los cuales cobraron la vida de 35 pilotos albaneses desde 1955 hasta 2005. El combustible para estos aviones también comenzó localmente, siendo el primer intento en 1961 cuando la fábrica Kuçova produjo el queroseno especial para aviones a reacción llamado TSI.  Estos intentos fueron notablemente de baja calidad con el combustible acortando la vida útil de los motores a reacción.

## Guardia Republicana
La Guardia Republicana de la UPSh se estableció después de la Segunda Guerra Mundial como el Batallón Especial del Estado Mayor dentro de la División de Defensa del Pueblo (DMP).  En 1951, fue transferido al Ministerio de Asuntos Internos de Albania, que lo encargó de garantizar la seguridad de los funcionarios estatales de alto rango y realizar obligaciones públicas.  Con los años, el batallón y en 1976, se convirtió en el Regimiento de la Guardia Republicana.

## Caracterisitcas
Después de la Segunda Guerra Mundial, cuando el régimen de Enver Hoxha tomó el poder, los rangos militares cambiaron radicalmente en apariencia y nombres. El diseño original de los rangos de la UPSh vino de la Unión Soviética y el Bloque del Este.  En mayo de 1966, se abolieron los rangos militares luego de que la ruptura sino-soviética cambiara al ejemplo chino. Como todas las otras ramas del estado, el ejército fue subyugado al control del Partido del Trabajo de Albania, y todos los oficiales militares de alto rango eran miembros del escalón superior del PPSH.  El sistema político fue reforzado por la introducción de comisarios políticos similares al Ejército Rojo soviético dentro de las fuerzas armadas para promover una amplia educación política junto con el entrenamiento militar regular. Para aumentar aún más su control político, el PPSH amplió el sistema de reclutamiento reclutando en la UPSh personal de algunas áreas rurales albanesas que eran extremadamente leales al estado.
En términos de cultura, la UPSh tomó medidas para diferenciarse del Ejército soviético o del Ejército Popular de Liberación a finales de la década de 1960. El Ejército Popular usó un tipo diferente de saludo militar para rendir honores al personal de alto rango. Conocido como el Saludo Hoxhaísta, implica que los soldados cierren el puño derecho y lo levanten al nivel del hombro. Reemplazó el saludo zogista, que fue utilizado por el Ejército Real de Albania bajo el régimen de Zog I de Albania. En los años 70, la UPSh había utilizado un uniforme similar al de la República Popular China y la URSS en la década de 1930.  Una gorra con visera similar a la china Tipo 65 se usó todo el camino para el personal de tierra y los oficiales navales hasta 1991, mientras que las gorras de marinero fueron usadas por las clasificaciones junior de la Armada.

## Educación militar
Hoxha había basado toda la doctrina militar de la UPS en las acciones de la resistencia albanesa durante la Segunda Guerra Mundial y el hecho de que Albania fue uno de los dos únicos países europeos que se liberó a sí mismo sin la intervención directa de tropas extranjeras. A diferencia de la estrategia de los partisanos, que se basa en la batallas en las montañas, la UPSh y Hoxha como comandante en jefe tenían como objetivo utilizar únicamente los recursos de la UPS para defender la integridad nacional y la soberanía de Albania "a toda costa".

## Proovedores
Unión Soviética (hasta la ruptura albano-soviética)
 China (hasta la ruptura sino-albanesa)
 Albania (el país entra en una autarquía)

## Símbolos

Emblema de la Fuerza Aérea de Albania (1946–1992)
(1946–1958)
(1958–1960)
(1960–1992)
(1960–1992)
Bandera (1946–1960)

Bandera naval (1946–1992)
(1946–1954)
(1954–1958)
(1958–1992)

Otras banderas (1946–1992)
Bandera de estado (1958–1992)
Bandera de la Guardia Costera (1958–1992)